# Murino
Murino (cyr. Мурино) – wieś w Czarnogórze, w gminie Plav. W 2011 roku liczyła 472 mieszkańców.